# تاد (نام کوچک)
تاد (به انگلیسی: Todd) یک نام کوچک انگلیسی به معنی روباه است و ممکن است به یکی از موارد زیر اشاره داشته باشد:
- تاد فلیپس
- تاد بریجز
- تاد راندگرن